# 나의 사랑 나의 신부 (2014년 영화)
《나의 사랑 나의 신부》는 2014년에 개봉한 대한민국의 로맨틱 코미디 영화로, 1990년 동명 영화의 리메이크 작품이다.

## 캐스팅
- 조정석 : 김영민 역
- 신민아 : 오미영 역
- 윤정희 : 승희 역
- 배성우 : 달수 역
- 라미란 : 주인 아줌마 역
- 전무송 : 판해일 역
- 이시언 : 기태 역
- 고규필 : 정진 역
- 서강준 : 준수 역
- 유하준 : 최성우 역
- 장은아 : 은정 역
- 황정민 : 동장 역
- 손병욱 : 미술학원 원장 역
- 서신애 : 재경 역
- 박지연 : 간호사 역
- 이상희 : 극장 도우미 역
- 강신철 : 경찰 역
- 조현식 : 소개팅남 역
- 오초희 : 강아지녀 역
- 이규복 : 준수 친구 역
- 최찬숙 :판해일 부인 역
- 차승민 : 주민센터 직원 4 역
- 윤문식 : 중독자 역 (특별출연)

## OST
- 나의 사랑 나의 신부 - 커플송 (신민아, 조정석 노래)
- 결혼 이벤트
- 남편이 한심해 보일 때
- 미영의 외출